# Municipio de San Miguel Chicahua
El municipio de San Miguel Chicahua (del náhuatl: chicahua ‘Cerro Fuerte’) es uno de los 570 municipios que conforman al estado mexicano de Oaxaca. Pertenece al distrito de Nochixtlán, dentro de la región mixteca. Su cabecera es la localidad de San Miguel Chicahua. Además, cuenta con dos Agencias municipales, El Fortín Alto y la Corregidora Tierra Colorada.

## Geografía
El municipio abarca 60.75 km2 y se encuentra a una altitud promedio de 2300 m s. n. m., oscilando entre 2800 y 2100 m s. n. m.
Colinda al norte con los municipios de San Juan Bautista Coixtlahuaca y Santiago Apoala; al este con Santiago Apoala; al sur con Asunción Nochixtlán, Santa María Chachoápam y San Bartolo Soyaltepec; y al oeste con San Bartolo Soyaltepec y San Juan Bautista Coixtlahuaca.

### Fisiografía
San Miguel Chicahua se encuentra en la subprovincia de las sierras centrales de Oaxaca, dentro de la provincia de la Sierra Madre del Sur. El 78% de su territorio lo abarca el sistema de topoformas de la sierra de cumbres tendidas y el 22% restante lo conforma la sierra alta compleja.

### Hidrografía
El municipio pertenece a la subcuenca del río Quiotepec, dentro de la cuenca del río Papaloapan, parte de la región hidrológica del Papaloapan. Los principales cursos de agua de la demarcación son el río Atoyac y el río Yanhuitlán.

## Clima
El clima de San Miguel Chicahua es templado subhúmedo con lluvias en verano en el 96% de su territorio y semiseco templado en el 4% restante. El rango de temperatura promedio es de 14 a 16 grados, el mínimo promedio es de 4 a 5 grados y el máximo de 26 a 28 grados. El rango de precipitación media anual es de 600 a 800 mm y los meses de lluvias van de noviembre a mayo.

## Demografía
De acuerdo al último censo, realizado por el INEGI en 2010, en el municipio habitan 2274 personas, repartidas entre 33 localidades. Del total de habitantes de San Miguel Chicahua, 1490 hablan alguna lengua indígena.

### Grado de marginación
De acuerdo a los estudios realizados por la Secretaría de Desarrollo Social en 2010, el 52% de la población del municipio vive en condiciones de pobreza extrema. El grado de marginación de San Miguel Chicahua es clasificado como Muy alto. En 2013 el municipio fue incluido en la Cruzada nacional contra el hambre.

## Política

### Gobierno
El municipio se rige mediante el sistema de usos y costumbres, eligiendo gobernantes cada tres años de acuerdo a un sistema establecido por las tradiciones de sus antepasados. El ayuntamiento está compuesto por un regidor, un síndico y un presidente municipal, puesto que desempeña Víctor Hernández Hernández para el periodo 2014-2016. Actualmente la desempeña Ester Jiménez Guzmán como presidenta municipal.

### Regionalización
San Miguel Chicahua pertenece al VI Distrito Electoral Federal de Oaxaca y al V Distrito Electoral Local, con sede en Asunción Nochixtlán.